# Smrdov (Vyklantice)
Smrdov je vesnice tvořící součást obce Vyklantice v okrese Pelhřimov. Její dvě podčásti, Starý Smrdov a Nový Smrdov, jsou dvěma částmi obce Vyklantice. Starý Smrdov se nachází asi 1,2 km severně od Starých Vyklantic, Nový Smrdov se nachází asi 0,7 km jihozápadně od Starého Smrdova a 0,7 km severozápadně od Starých Vyklantic.
Do Starého Smrdova vede silnice III/1282 od silnice III/1281 z Kateřinek, ze silnice III/1282 se odděluje silnice III/1283 do Nového Smrdova, z jejíhož zalomení pokračuje přímo místní komunikace do Starých Vyklantic. Ze Starého Smrdova vedou zpevněné místní komunikace do Starých Vyklantic a přes Skočidolovice k Blažnovu a další cesty do okolí. Po silnici III/1281 se lze z Kateřinek dostat asi 2,5 km západně do Lukavce na silnici II/128. Nejbližší železniční stanice je v Pacově, vzdušnou čarou asi 12 km jižně.
V roce 2009 zde bylo evidováno 46 adres (33 ve Starém Smrdově a 13 v Novém Smrdově). V roce 2001 zde trvale žilo 29 obyvatel, z toho 21 ve Starém Smrdově a 8 v Novém Smrdově.